# Henric al XIII-lea al Bavariei
Henric de Wittelsbach (n. 19 noiembrie 1235, Landshut, Bavaria, Germania – d. 3 februarie 1290, Burghausen, Bayerischer Reichskreis⁠(d), Duchy of Lower Bavaria⁠(d)), aparținând Casei de Wittelsbach, a fost duce de Bavaria și conte palatin între 1253 și 1255 sub numele de Henric al XIII-lea, și duce al Bavariei Inferioare din 1255 sub numele Henric I fiind astfel fondatorul Liniei Wittelsbach-Bavaria Inferioară. Din 1276 până în 1278 a guvernat Ducatul Austriei, înainte ca familia de Habsburg să-și înceapă stăpânirea.

## Biografie

### Primii ani și începutul guvernării
Henric al XIII-lea a fost fiul ducelui Otto al II-lea și al soției sale, Agnes de Braunschweig (aparținând Dinastiei Welfilor). În 1247 Henric s-a logodit cu Elisabeta a Ungariei, fiica regelui Béla al IV-lea.
Fiind cel de-al doilea fiu al familiei, în 1253 a încercat să câștige pentru sine Ducatul Stiriei cu ajutorul socrului său, dar a fost împiedicat de Ottokar al II-lea al Boemiei.
După moartea tatălui său, Henric a preluat în noiembrie 1253 împreună cu fratele său, Ludovic, guvernarea Bavariei și a Palatinatului. Fără a ține seamă că intrau principial în conflict cu dreptul imperial, în 1255 cei doi frați și-au împărțit teritoriile Ducatului de Bavaria, în mod oficial aceasta era o împărțire doar spre folosire, fiind în fapt o împărțire reală. Henric a primit Bavaria Inferioară, mai mare, mai bogată, mai fertilă și a renunțat la Palatinat, acesta revenind lui Ludovic împreună cu Bavaria Superioară. În 1255 a inițiat prima extindere majoră a Castelului Burghausen care împreună cu Castelul Trausnitz (în Landshut) a fost reședința sa și a viitorilor duci ai Bavariei Inferioare, fiind mai târziu cea mai extinsă cetate din Europa. Castelul Burghausen păstrează și astăzi o serie de elemente structurale din acea vreme (de exemplu capela castelului considerată unul dintre cele mai impresionante monumente de arhitectură gotică timpurie din regiune).

### Duce al Bavariei Inferioare
Prin împărțirea teritoriului, Henric și-a atras și nemulțumirea episcopilor de Passau, Regensburg și Salzburg, care aparțineau în același timp noii monarhii a lui Ottokar al II-lea al Boemiei. De aceea episcopul de Passau, Otto de Lonsdorf, a încheiat cu Ottokar în 1257 o alianță de protectorat și defensivă împotriva ducilor Bavariei. În august 1257 regele Boemiei a invadat Bavaria Inferioară avansând până la Altfraunhofen, la sud de orașul Landshut. Cu sprijinul fratelui său, Henric a reușit să-l învingă pe Ottokar lângă Mühldorf am Inn în 1258. Cu toate acestea, unitatea dintre frați nu a durat mult timp, mai târziu existând dispute și conflicte militare între ei.
În 1257 a început un alt război între Henric și Ottokar datorită disputei dintre Filip de Carintia, arhiepiscopul de Salzburg, și episcopul de Seckau, Ulrich, în care i s-a opus și fratele său. Ca urmare, Henric a pierdut suveranitatea asupra Arhiepiscopiei de Salzburg și a Mănăstirii Passau. În 1262 și 1263 Henric s-a îndreptat de două ori împotriva orașului Salzburg însă a fost învins. Totuși, în 1262 el a distrus castelele din Salzburg Kirchberg, Vager și Amerang (lângă Bad Reichenhall de astăzi) care nu au mai fost reconstruite. Un al treilea atac în 1264 a fost încununat de succes și Henric a intrat în Salzburg însă curând după aceea papa i-a ordonat să se retragă. În 1266 s-a întors împotriva orașului Passau care a fost jefuit. Odată cu recunoașterea granițelor Salzburg (în zona Rupertiwinkel de astăzi) de către ducele Henric al XIII-lea a început faza finală a separării Arhiepiscopiei de Salzburg de Ducatul de Bavaria: în 1275 granița de vest dintre arhiepiscopie și Chiemgau a fost confirmată.
În conflictele ulterioare dintre regele Rudolf I de Habsburg, familia Přemyslid a Boemiei și familia Arpad a Ungariei pentru moștenirea Casei de Babenberg, Henric a schimbat tabăra de mai multe ori. În anii 1260 a fost susținătorul familiei socrului său, Bela al IV-lea, și fratele acestuia, Ștefan al V-lea, împotriva lui Ottokar al II-lea al Boemiei. În iulie 1271, la scurt timp după bătăliile de pe râul Leitha, a invadat și jefuit Austria de deasupra râului Enns. Prin Tratatul de pace de la Pressburg din 3 iulie, Ștefan al V-lea a renunțat la succesiune și la scurt timp după aceea a murit. În 1273 Rudolf de Habsburg a fost ales rege romano-german și au început disputele sale cu Ottokar al Boemiei care nu recunoștea această alegere. Henric s-a întors împotriva Habsburgilor, dar fratele său, Ludovic, se afla de partea lui Rudolf de Habsburg fiind ginerele acestuia, prin căsătoria cu Matilda de Habsburg. Ladislau al IV-lea, nepotul său prin căsătorie și noul rege al Ungariei, s-a alăturat, de asemenea, lui Rudolf și și-a retras sprijinul acordat anterior lui Henric. Pe de altă parte, Henric a semnat o alianță de apărare cu Ottokar în ianuarie 1273, iar în octombrie 1274 s-au întâlnit la Písek pentru a discuta despre opoziția față de noul rege romano-german. Au refuzat să-l recunoască alegerea sa prin omagiu lui Rudolf. În noiembrie 1274 la dieta din Nürnberg, ca și celorlalți principi imperiali, să depună jurământul celui ales ca rege prin ritualul omagierii. Încă din mai 1275, la dieta din Augsburg, feudele familiei Babenberg i-au fost revocate lui Ottokar, iar în iunie 1275 i-a fost impusă acestuia interdicția imperială deoarece refuzase să renunțe la ele. Henric a trecut de partea lui Rudolf pentru că acesta îi oferise căsătoria dintre a doua sa fiică, Caterina de Habsburg, și Otto, fiul lui Henric, fiind promisă ca zestre teritoriul Austriei aflat deasupra râului Enns (astăzi Austria Superioară) și suma de 40 000 de mărci de argint plus garanția dreptului electoral. Rudolf a negociat pe 29 mai 1276 un acord de pace între Ludovic și Henric, astfel încât regele Ottokar al II-lea și-a pierdut cel mai important aliat.
Rudolf a traversat Dunărea, unde i s-a alăturat oastea lui Henric, și s-a îndreptat împotriva lui Ottokar forțând întoarcerea teritoriilor Austriei în imperiu în octombrie 1276. Henric a fost numit vicar imperial la 21 noiembrie 1276 în Austria funcție pe care a deținut-o până în iunie 1278. Apoi Henric a trecut din nou de partea lui Ottokar, probabil deoarece căsătoria convenită a fost amânată. Bavaria Inferioară a luptat așadar în Bătălia de pe Marchfeld (26 august 1278) sub steagul Boemiei. În 1279 Rudolf a ocupat și Austria Superioară. Totuși, Rudolf pare să-l fi iertat pe Henric pentru trădare deoarece, după Bătălia de pe Marchfeld, regele a urmat în general o politică de reconciliere față de principii imperiali. În 1279 Otto și Caterina s-au căsătorit la Viena deși preluarea Austriei Superioare oferită anterior nu mai era valabilă, iar zestrea a fost redusă la 3000 de mărci.
În mai 1281 Rudolf l-a înfeudat pe fiul său, Albert, cu Austria punând astfel capăt perspectivelor lui Henric în partea estică a imperiului. El a rămas duce al unui teritoriu doar tolerat în imperiu, iar fiii săi (asemenea lui însuși și fratelui său) au moștenit o guvernare comună.
În 1289 Henric a pierdut dreptul electoral al Bavariei în favoarea Regatului Boemiei cârmuit de Venceslau al II-lea, tot datorită lipsei de susținere a fratelui său, Ludovic. Astfel, Bavaria a pierdut pentru o perioadă de timp influența sa semnificativă în politica imperială.
Henric, fondatorul Liniei Wittelsbach-Bavaria Inferioară, a reușit să guverneze Ungaria pentru scurt timp. El a murit în 1340 fiind moștenit de descendenții fratelui său, Ludovic, din Bavaria Superioară.

### Căsătorie și descendenți
Henric s-a căsătorit în 1250 cu Elisabeta a Ungariei (1236–1271), fiica regelui Béla al IV-lea al Ungariei și Croației, și a soției sale, Maria Laskaris, fiica împăratului bizantin Teodor I. Din căsătoria lor au rezultat șapte copii:
- Elisabeta (1258–1314) călugăriță în Mănăstirea Seligenthal;
- Otto (1261–1312) căsătorit în 1279 la Viena cu Caterina de Habsburg, fiica lui Rudolf I de Habsburg;
- Henric (1262–1280);
- Sofia (1264–1284) căsătorită în 1277 cu Poppo al VIII-lea de Henneberg (1279–1291);
- Caterina (1267–1310) căsătorită în 1277 cu Frederic Tuta, margraf de Luzacia;
- Ludovic (1269–1296) a murit necăsătorit și fără urmași;
- Ștefan (1271–1310) căsătorit în 1297 cu Iutta (Iudita) de Schweidnitz (c.1285–1320), fiica ducelui Bolko I.